# Зауткамп
Зауткамп (нід. Zoutkamp, нід. вимова: [ˈzʌutkɑmp]) — село в нідерландській провінції Гронінген. Входить до муніципалітету Гет-Гогеланд.
Його площа становить 1,23км², а населення станом на 2021 рік складало 1 195 осіб.

## Галерея

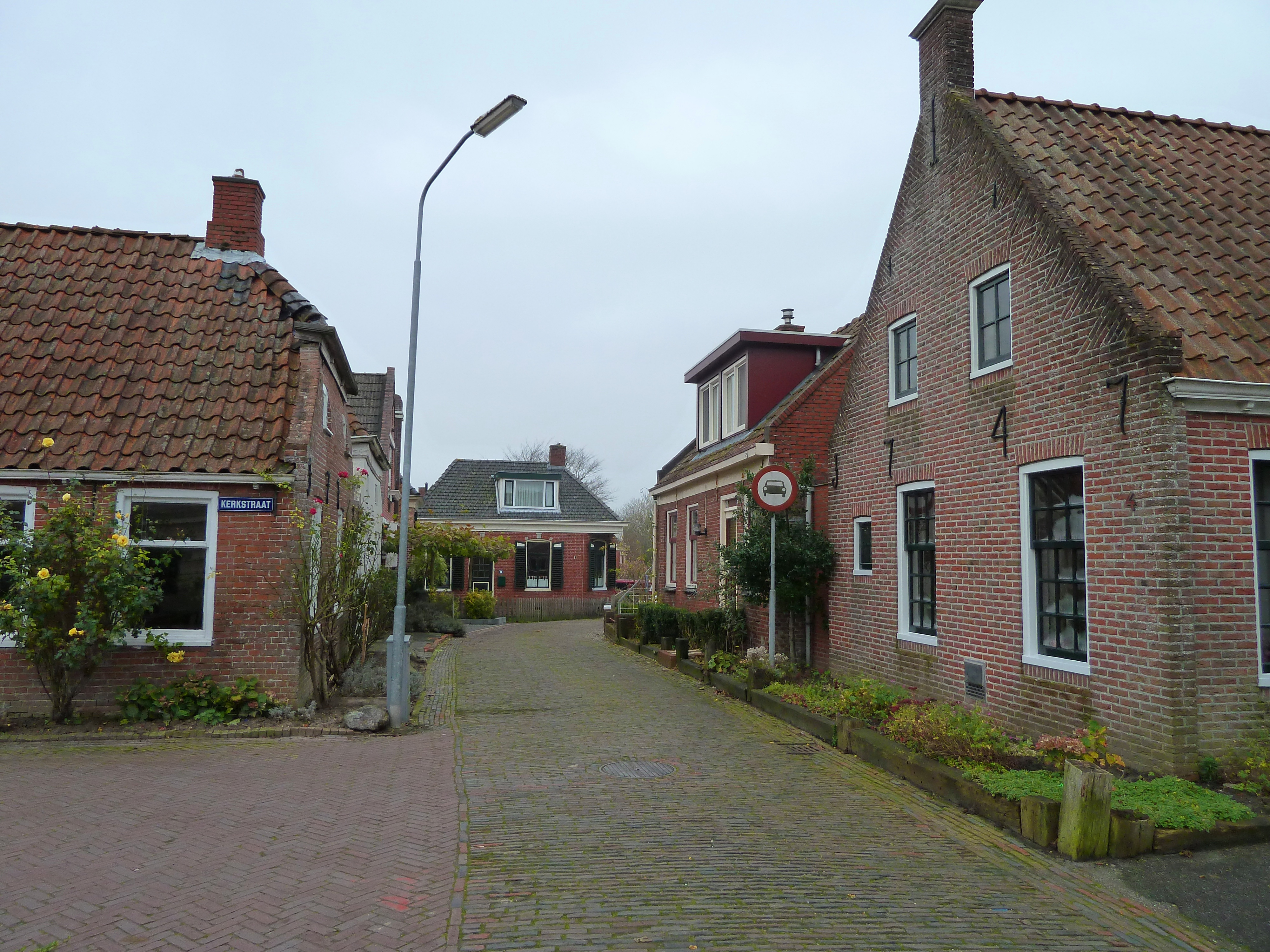
Старі рибацькі будинки
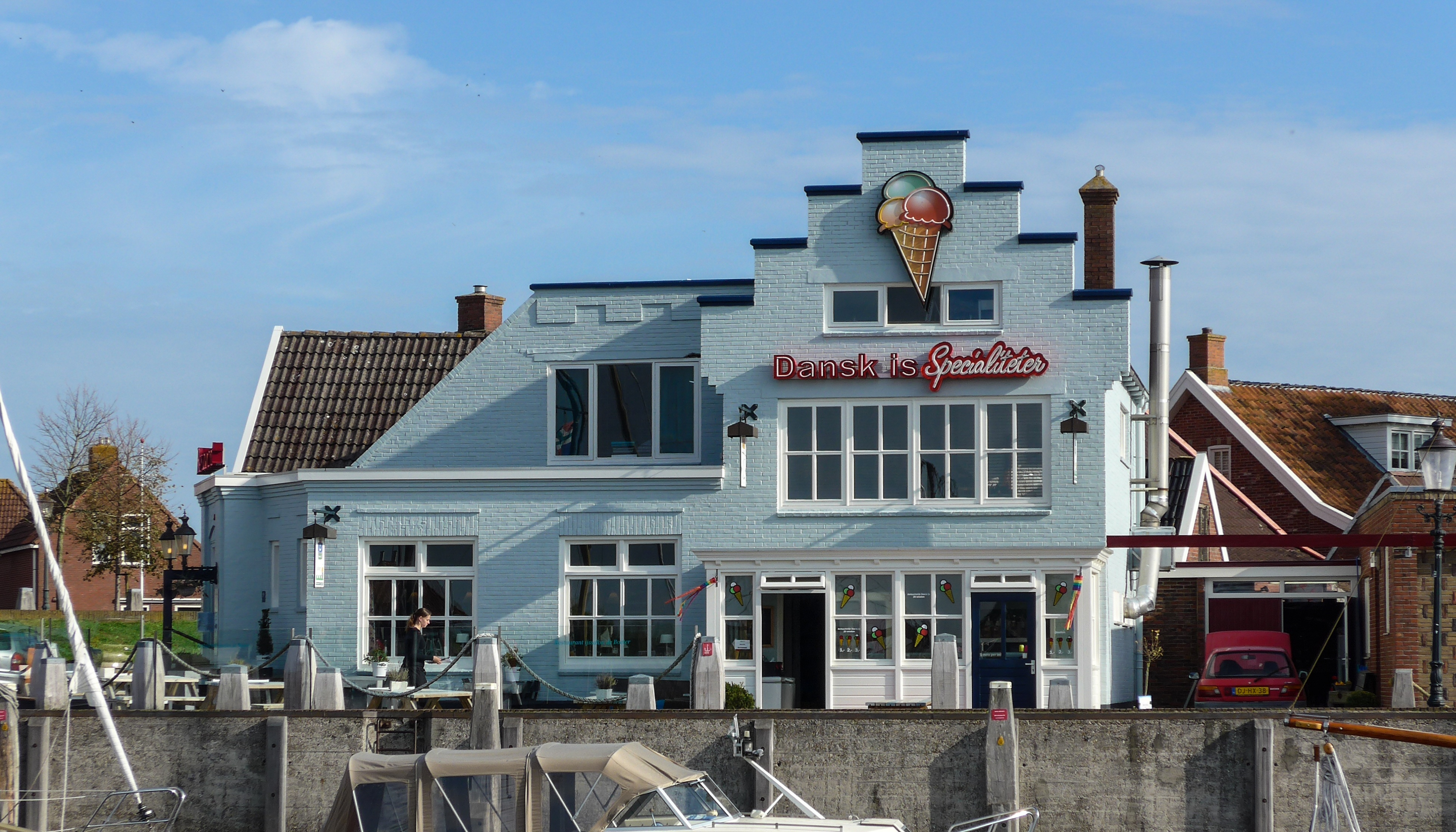
Кафе-морозиво
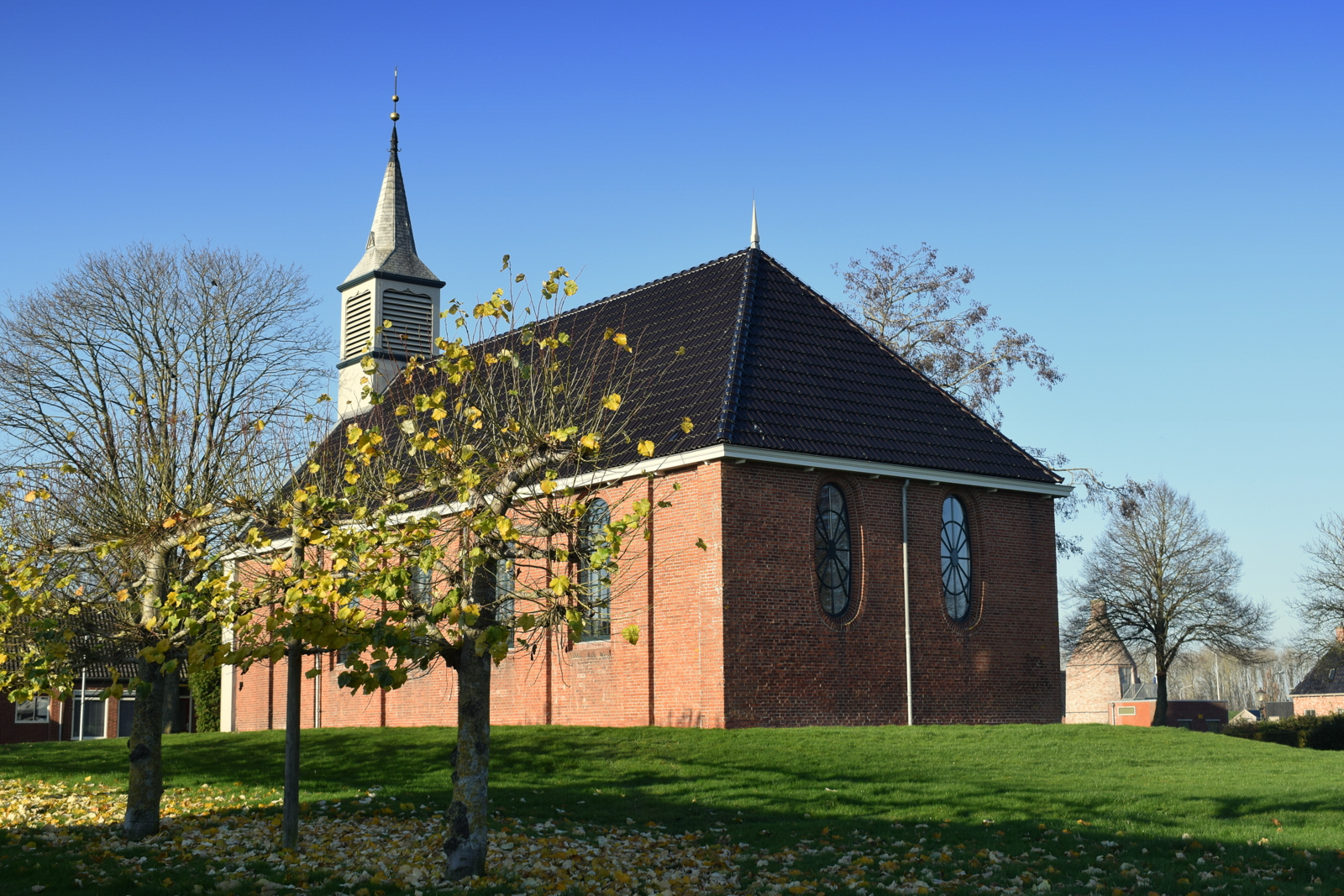
Стара церква
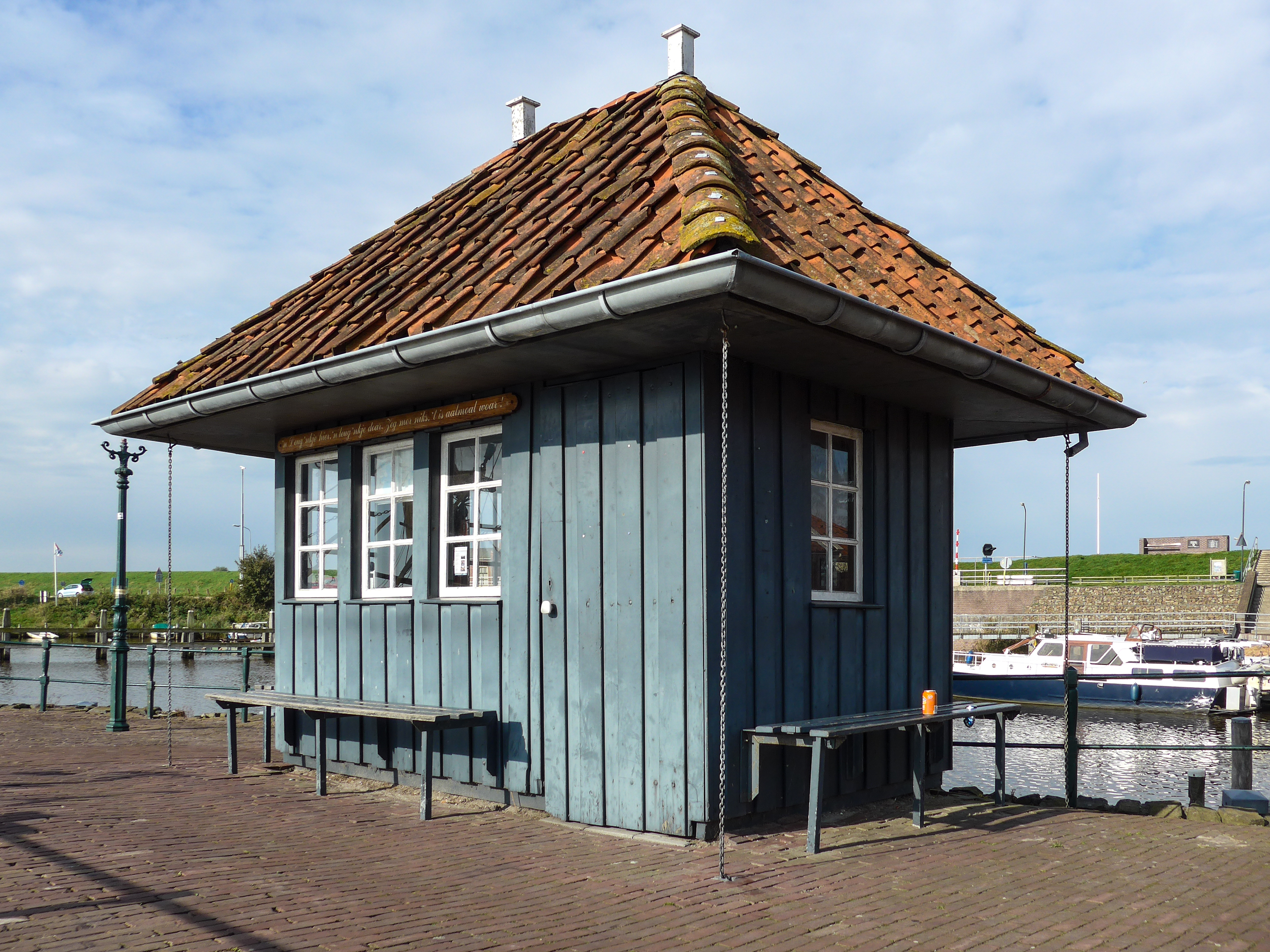